# Maarten Steinkamp
Maarten Steinkamp (* 1962) ist ein niederländischer Musikproduzent, der 2011 und 2012 als Jurymitglied in der deutschen Casting-Show My Name Is neben Schlagersängerin Michelle und Model Alessandra Pocher saß.

## Leben
Steinkamp wurde 1962 in den Niederlanden geboren. 1988 begann er nach dem Studium bei BMG Netherlands seine Karriere. 1995 wurde er General Manager und 1997 Managing Director bei BMG Benelux. Sechs Jahre später wurde Steinkamp zum President International und BMG-Vorstandsmitglied. Nach der Fusion von Sony und BMG übernahm er die Leitung als President Sony BMG Continental Europe und Chairman & CEO Sony BMG Germany. 2008 verließ Steinkamp die Firma. Seit 2011 ist er Gesellschafter bei CNR Entertainment. Im gleichen Jahr saß Steinkamp zum ersten Mal in der Jury der RTL-II-Show „My Name Is“.